# Concepció Ferrer
Pour les articles homonymes, voir Ferrer.
Concepció Ferrer Casals, née le 27 janvier 1938 à Ripoll, est une femme politique espagnole.
Membre de l'Union démocratique de Catalogne et de Convergence et Union, elle siège au Parlement de Catalogne de 1980 à 1987 et au Parlement européen de 1986 à 2004.